# Społeczność Chrześcijańska w Katowicach
Społeczność Chrześcijańska w Katowicach – zbór Kościoła Chrystusowego w RP działający w Katowicach. 
Pastorem jest Mirosław Kozieł. Nabożeństwa odbywają się w co niedzielę w Domu Lekarza przy ul. Grażyńskiego 49.

## Historia

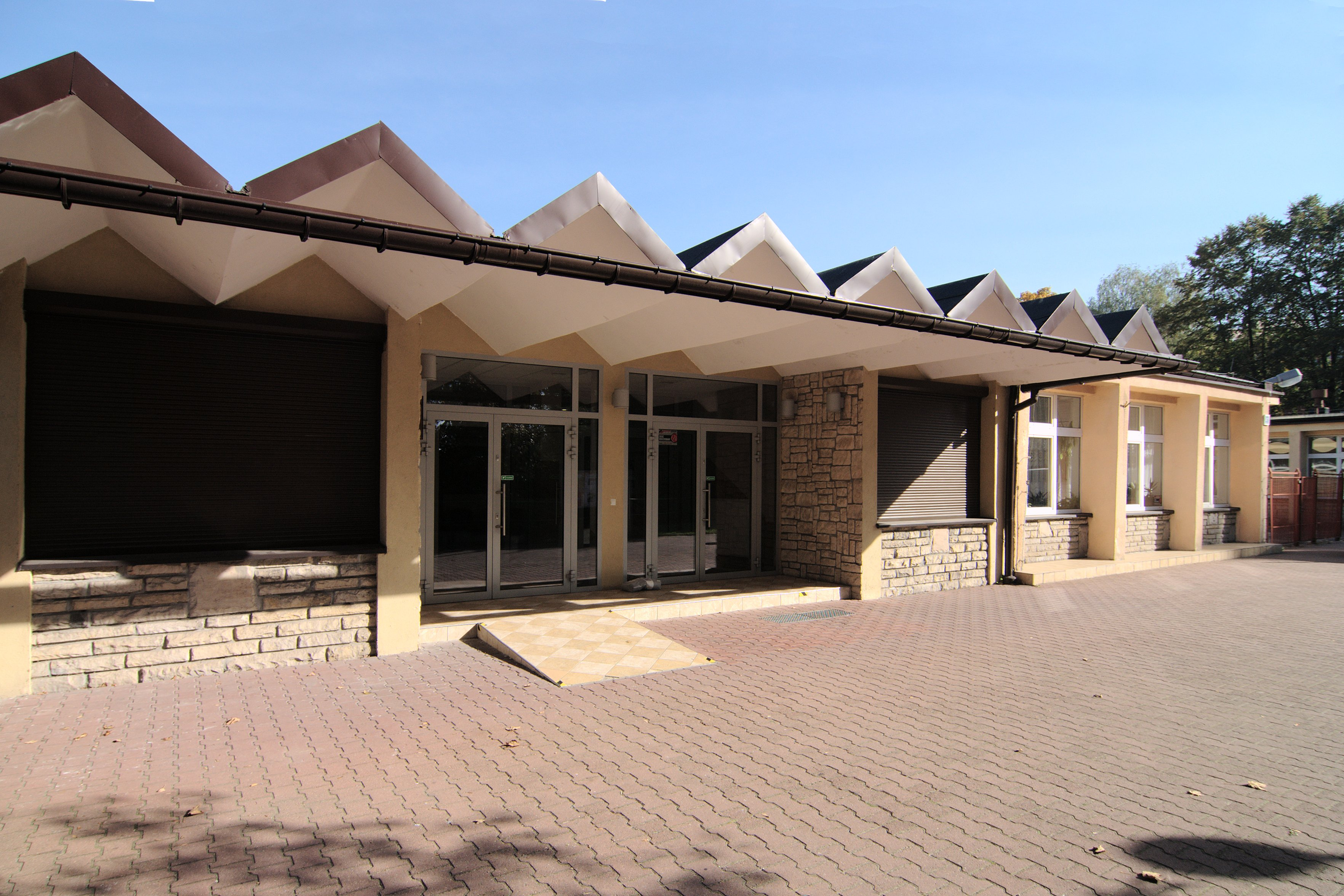
Miejski Dom Kultury „Koszutka”, gdzie prowadzono nabożeństwa w latach 2011-2020

Powstanie zboru związane jest ze spotkaniami biblijnymi, odbywającymi się od 1985 w katowickiej dzielnicy Podlesie. Zbierająca się na nich kilkunastoosobowa grupa rozpoczęła następnie prowadzenie nabożeństw oraz zawiązała współpracę ze zborem Zjednoczonego Kościoła Ewangelicznego w Sosnowcu. Wspólnota w 1986 zakupiła dom przy ul. Kaktusów 5, który stał się jej siedzibą. Przyjęła nazwę Społeczności Chrześcijańskiej w Katowicach i stała się oficjalnym zborem w strukturach Zjednoczonego Kościoła Ewangelicznego. Jej pierwszym pastorem został Kazimierz Barczuk, który przeniósł się tutaj z Warszawy.
Po rozpadzie Zjednoczonego Kościoła Ewangelicznego w 1988, Społeczność Chrześcijańska w Katowicach weszła w skład Kościoła Zborów Chrystusowych. Katowicka wspólnota rozwijała swoją działalność i oprócz niedzielnych nabożeństw oraz cotygodniowych spotkań biblijnych, wprowadziła nowe aktywności, jak wyjazdy rodzinne. Pozyskała też pastora pomocniczego, którym został Mirosław Bednarz. Jego żona, Beata Bednarz, angażowała się w oprawę muzyczną nabożeństw.
W 1991 pastorem zboru został Roman Chmielewski. Społeczność rozpoczęła prowadzenie zorganizowanej pracy wśród dzieci i młodzieży, powstał też punkt katechetyczny. Zbór rozpoczął organizowanie spotkań i konferencji dla kobiet, a w związku z prowadzonymi akcjami ewangelizacyjnymi wzrastała liczba jego członków. Działały grupy domowe, poradnia chrześcijańska, prowadzono działalność charytatywną.
W 2011 pracę w zborze rozpoczął pastor Mirosław Kozieł, a miejsce prowadzenia nabożeństw przeniesiono do wynajmowanej sali Miejskiego Dom Kultury „Koszutka”. W październiku 2013 pastor Kozieł objął stanowisko pastora przełożonego. Z powodu zbyt małej powierzchni na potrzeby działalności zboru, dotychczasowa siedziba Społeczności przy ul. Kaktusów została sprzedana.
Od czerwca 2020 nabożeństwa przeniesiono do auli Domu Lekarza przy ul. Grażyńskiego 49.